# Alexandre Balaud
Pour les articles homonymes, voir Balaud.
Alexandre Balaud, né le 27 février 1975, est un coureur cycliste français de vélo tout-terrain dans la discipline de descente, vainqueur d'une médaille de bronze au Championnat d'Europe de VTT de 1995.

## Palmarès international
| Championnat d'Europe de VTT - Descente | Championnat d'Europe de VTT - Descente | Championnat d'Europe de VTT - Descente | Championnat d'Europe de VTT - Descente |
| Année                                  | Lieu                                   | Médaille                               | Compétition                            |
| -------------------------------------- | -------------------------------------- | -------------------------------------- | -------------------------------------- |
| 1995                                   | Špindlerův Mlýn ( Tchéquie)            | Bronze                                 | Descente                               |